# Ставре Кръстев
Ставре (Ставри) Стоянов Кръстев (на сръбски: Ставри Крстић или Stavri Krstić) е македонски сърбоманин, деец на Сръбската пропаганда в Македония.

## Биография
Ставре Кръстев е роден в стружкото село Подгорци, тогава в Османската империя в семейството на поп Стоян Кръстев от Лабунища. Баща му става сърбоманин и е убит в 1890 година. Ставре Кръстев го наследява като сръбски свещеник и деец на сръбската пропаганда в Македония. Заради тази му дейност българските революционни дейци в Стружко организират убийството му. На 14 август 1904 година през деня в Подгорци влиза четникът на Ставре Гогов Скендер и убива поп Ставре пред очите на войската.